# 肯尼·德查尔
堅尼夫·"堅尼"·迪奧查（英語：Kenneth "Kenny" Deuchar，1980年6月8日—）是一名蘇格蘭職業足球運動員，於2009年由美国职业足球大联盟球隊皇家鹽湖城返回蘇超短期加盟咸美顿，季後轉投升班馬聖莊士東，一季後重返剛降班蘇甲的母會福爾柯克，僅半季後轉投蘇乙的。於2005年肯尼·德查尔追平吉米·格雷夫斯在一球季內造出6次聯賽帽子戲法的紀錄。

## 生平
迪奧查出生於蘇格蘭中部的史特靈，在法尔科克展開足球事業，但包括兩度斷腳的一連串的傷患，迫使迪奧查離開福爾柯克加盟丙組的東法夫（East Fife），於2003年協助東法夫獲得聯賽亞軍而升上乙組，期間迪奧查擔任全職的醫生工作。
2004年迪奧查獲邀請加盟當時仍處丙組但開始大搞的基特拿，當季即帶領球隊奪得丙組聯賽冠軍。迪奧查更打破多項紀錄，包括聯賽最多入球，共射入41球；於2006年一場對特雷夫流浪（Threave Rovers）大勝18-0的友誼賽中個人獨取11球。迪奧查並沒有完全放棄醫生工作，在當地一間蘇格蘭醫院每星期工作一天。
2006/07年球季迪奧查出場機會減少，在開季的15場比賽只射入1球，於2006年12月1日主動要求轉會。2007年1月31日在餘下的球季獲外借到英格蘭甲級聯賽球隊諾咸頓，於2月24日3-0擊敗獲得首個入球。
2007年8月30日在新球季展開後迪奧查被外借到蘇甲球隊聖莊士東（St. Johnstone），原本外借餘下2007/08年球季，但迪奧查於12月3日返回格雷那。
2008年2月26日簽約加盟美国职业足球大联盟球隊皇家鹽湖城。2009年1月19日重返蘇超加盟升班馬咸美顿，迪奧查為咸美顿上陣10場但沒有取得入球，季後轉投另一支來季新升級到蘇超的聖莊士東，兩年前迪奧查曾以借用身份效力聖莊士東，並在蘇格蘭聯賽挑戰盃決賽為球隊射入一球以3-2擊敗鄧弗姆林。
2010年7月1日迪奧查重返母會福爾柯克，簽約一年，期望協助球隊升班蘇超，上半季上陣15場聯賽僅有4場任正選，射入3球。2011年1月被福爾柯克放棄後加盟蘇乙的利雲斯頓，於1月18日首次上陣對舊東家東法夫即演出帽子戲法。

## 外部連結
- soccerbase：肯尼·德查尔 （页面存档备份，存于）